# Tony Kushner
Tony Kushner (New York, 16 luglio 1956) è un drammaturgo, sceneggiatore e librettista statunitense.
Ha studiato alla Columbia University dove si è laureato nel 1978. Si è poi specializzato alla New York University. Drammaturgo prolifico, è ricordato principalmente per l'opera teatrale Angels in America - Fantasia gay su temi nazionali, pluripremiata in tutti gli Stati Uniti d'America, che gli è valsa anche un premio Pulitzer nel 1993.
È autore, assieme a Eric Roth, della sceneggiatura del film Munich, diretto da Steven Spielberg, per cui è stato candidato all'Oscar. Nel 2013, è stato candidato all'Oscar per il film Lincoln e nel 2023 per il film The Fabelmans.

## Vita privata
Di origine ebraica, i suoi familiari provenivano dalla Russia e dalla Polonia.
Nell'estate del 2008, Kushner si è sposato con il giornalista Mark Harris a Provincetown.

## Opere
- The Age of Assassins, 1982
- La Fin de la Baleine: An Opera for the Apocalypse,, 1983
- The Heavenly Theatre,, 1984
- The Umbrella Oracle, 1984
- Last Gasp at the Cataract, 1984
- Yes, Yes, No, No: The Solace-of-Solstice, Apogee/Perigee, Bestial/Celestial Holiday Show, 1985
- A Bright Room Called Day, 1985
- Stella (adattamento del dramma di Goethe), 1987
- In Great Eliza's Golden Time, 1986
- Hydriotaphia, 1987
- The Illusion (adattamento da L'Illusion comique di Pierre Corneille), 1988
- In That Day (Lives of the Prophets), 1989
- Widows (scritto in collaborazione con Ariel Dorfman e tratto da un suo libro), 1991
- Angels in America: A Gay Fantasia on National Themes, parte prima: Millennium Approaches, 1992
- Angels in America: A Gay Fantasia on National Themes, parte seconda: Perestroika, 1992
- Angels in America: A Gay Fantasia on National Themes (versione integrale), 1995
- Slavs! Thinking About the Longstanding Problems of Virtue and Happiness, 1995
- Reverse Transcription: Six Playwrights Bury a Seventh, A Ten-Minute Play That's Nearly Twenty Minutes Long, 1996
- A Dybbuk, or Between Two Worlds (adattamento dal dramma di S. Ansky), 1997
- The Good Person of Szechuan (adattamento dall'originale di Bertolt Brecht), 1997
- Love's Fire: Seven New Plays Inspired by Seven Shakespearean Sonnets (in collaborazione con Eric Bogosian e altri), 1998
- Terminating, or Lass Meine Schmerzen Nicht Verloren Sein, or Ambivalence, in Love's Fire, 1998
- Henry Box Brown, or the Mirror of Slavery, 1998
- Homebody/Kabul, 2001
- Caroline, or Change (musical), 2002
- Only We Who Guard The Mystery Shall Be Unhappy, 2003
- Mother Courage and Her Children, traduzione della'originale di Bertolt Brecht, 2006
- The Intelligent Homosexual's Guide to Capitalism and Socialism with a Key to the Scriptures, 2009
- Tiny Kushner, 2009

## Sceneggiatore
- Munich, regia di Steven Spielberg (2005)
- Lincoln, regia di Steven Spielberg (2012)
- Barriere (Fences), regia di Denzel Washington (2016) - non accreditato
- West Side Story, regia di Steven Spielberg (2021)
- The Fabelmans, regia di Steven Spielberg (2022)

## Riconoscimenti
- Premio Oscar
  - 2006 - Candidatura alla migliore sceneggiatura non originale per Munich
  - 2013 - Candidatura alla migliore sceneggiatura non originale per Lincoln
  - 2023 - Candidatura al miglior film per The Fabelmans
  - 2023 - Candidatura alla migliore sceneggiatura originale per The Fabelmans
- Premio Emmy
  - 2004 - Migliore sceneggiatura per una miniserie o film per la televisione per Angels in America
- Bafta
  - 2013 - Candidatura alla migliore sceneggiatura non originale per Lincoln
  - 2023 - Candidatura alla migliore sceneggiatura originale per The Fabelmans
- Golden Globe
  - 2006 - Candidatura alla migliore sceneggiatura per Munich
  - 2013 - Candidatura alla migliore sceneggiatura per Lincoln
  - 2023 - Candidatura alla migliore sceneggiatura per The Fabelmans
- Grammy Award
  - 2023 - Candidatura al miglior album di un musical teatrale per Caroline, or Change
- Critics' Choice Awards
  - 2013 - Migliore sceneggiatura non originale per Lincoln
  - 2022 - Candidatura alla migliore sceneggiatura non originale per West Side Story
  - 2023 - Candidatura alla migliore sceneggiatura originale per The Fabelmans
- Satellite Award
  - 2012 - Candidatura alla migliore sceneggiatura non originale per Lincoln
  - 2023 - Candidatura alla migliore sceneggiatura originale per The Fabelmans